# Аштаграм (подокруг)
Аштаграм (бенг. অষ্টগ্রাম, англ. Astagram) — подокруг на северо-востоке Бангладеш в составе округа Кишоргандж. Образован в 1915 году. Административный центр — город Аштаграм. Площадь подокруга — 335,53 км². По данным переписи 1991 года численность населения подокруга составляла 111 459 человек. Плотность населения равнялась 372 чел. на 1 км². Уровень грамотности населения составлял 14,1 %. Религиозный состав: мусульмане — 82,84 %, индуисты — 15,64 %, прочие — 1,52 %.